# Rouštany

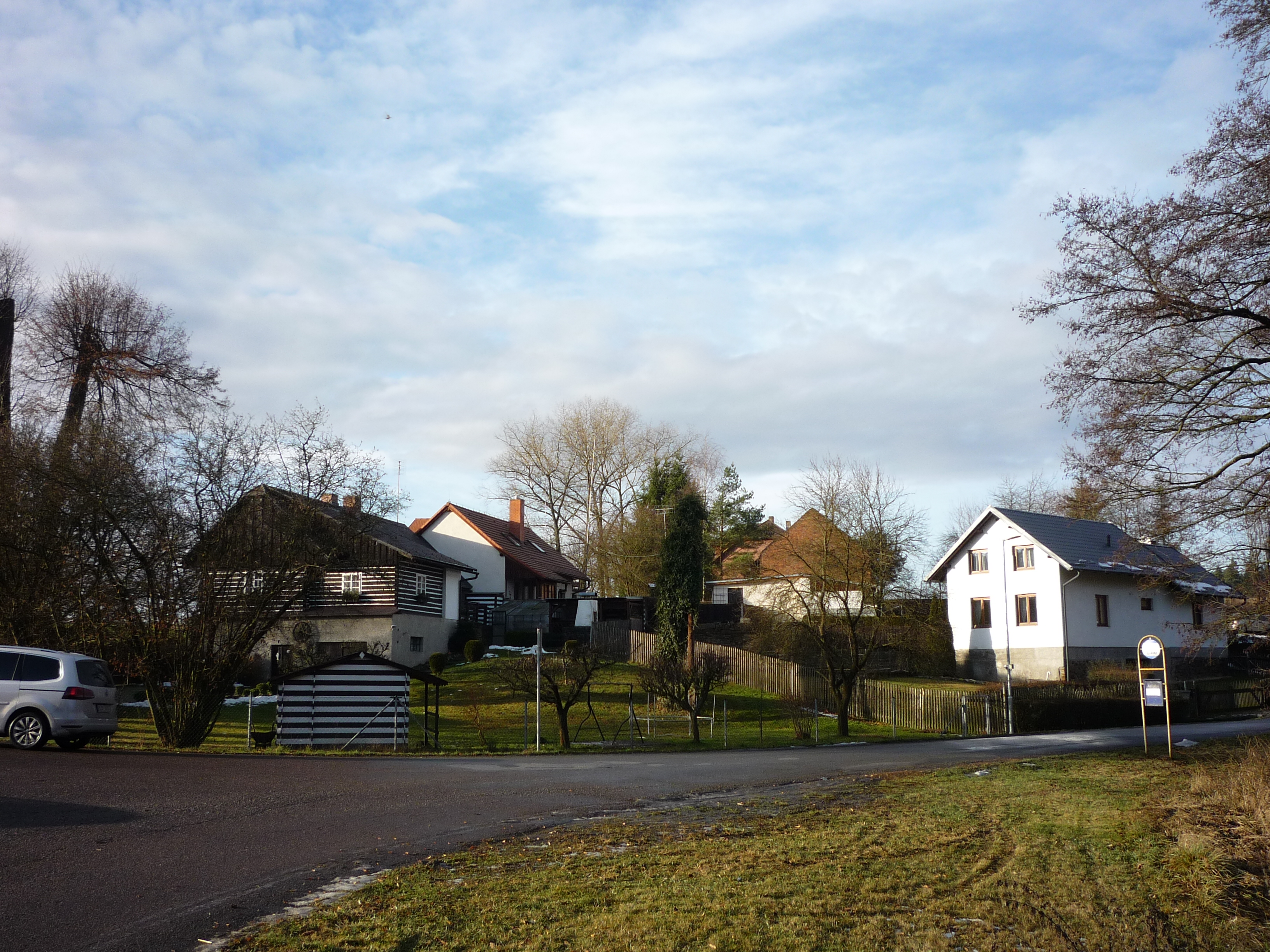
Ortsansicht

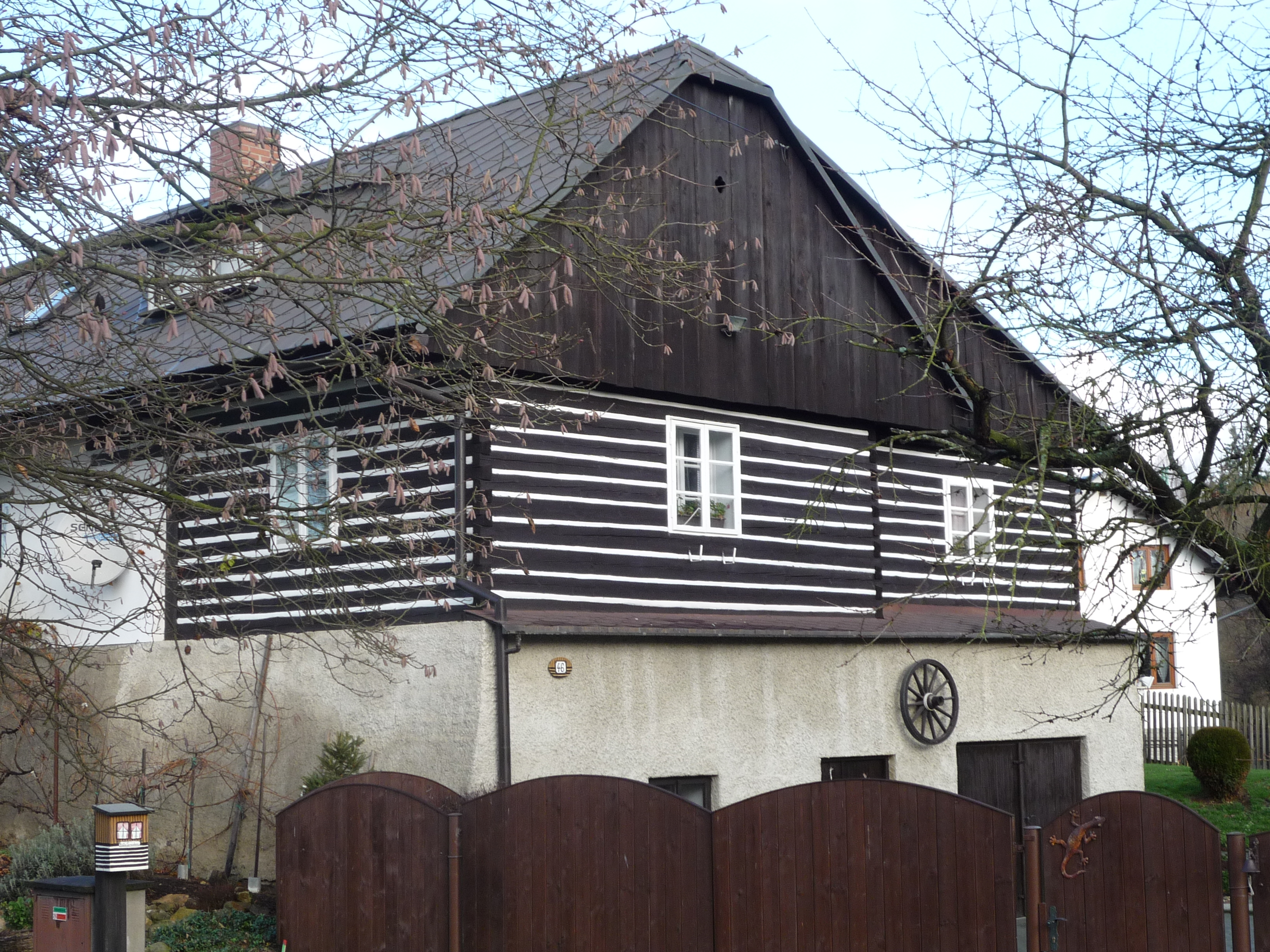
Haus Nr. 46

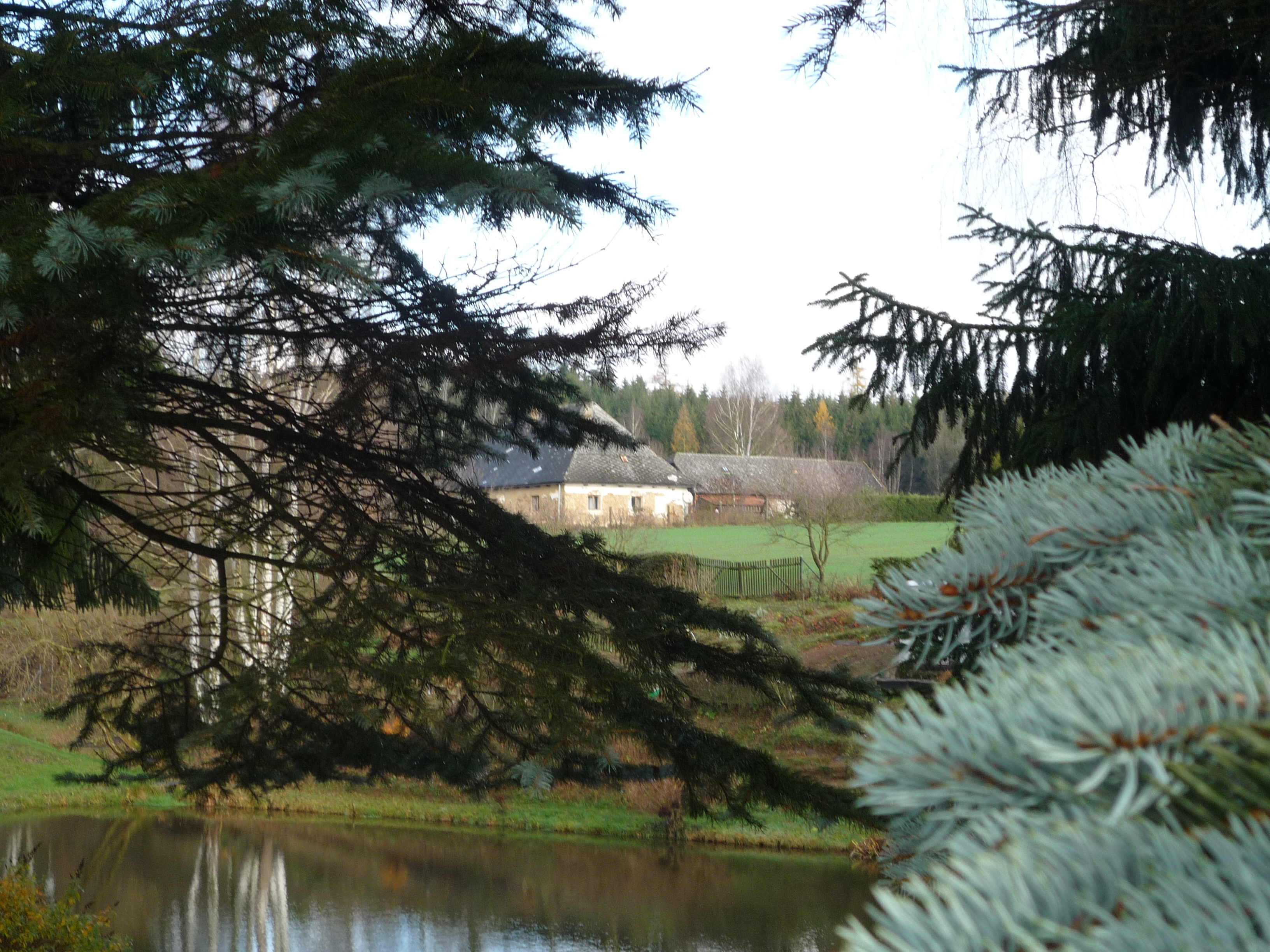
Glashütte St. Georg

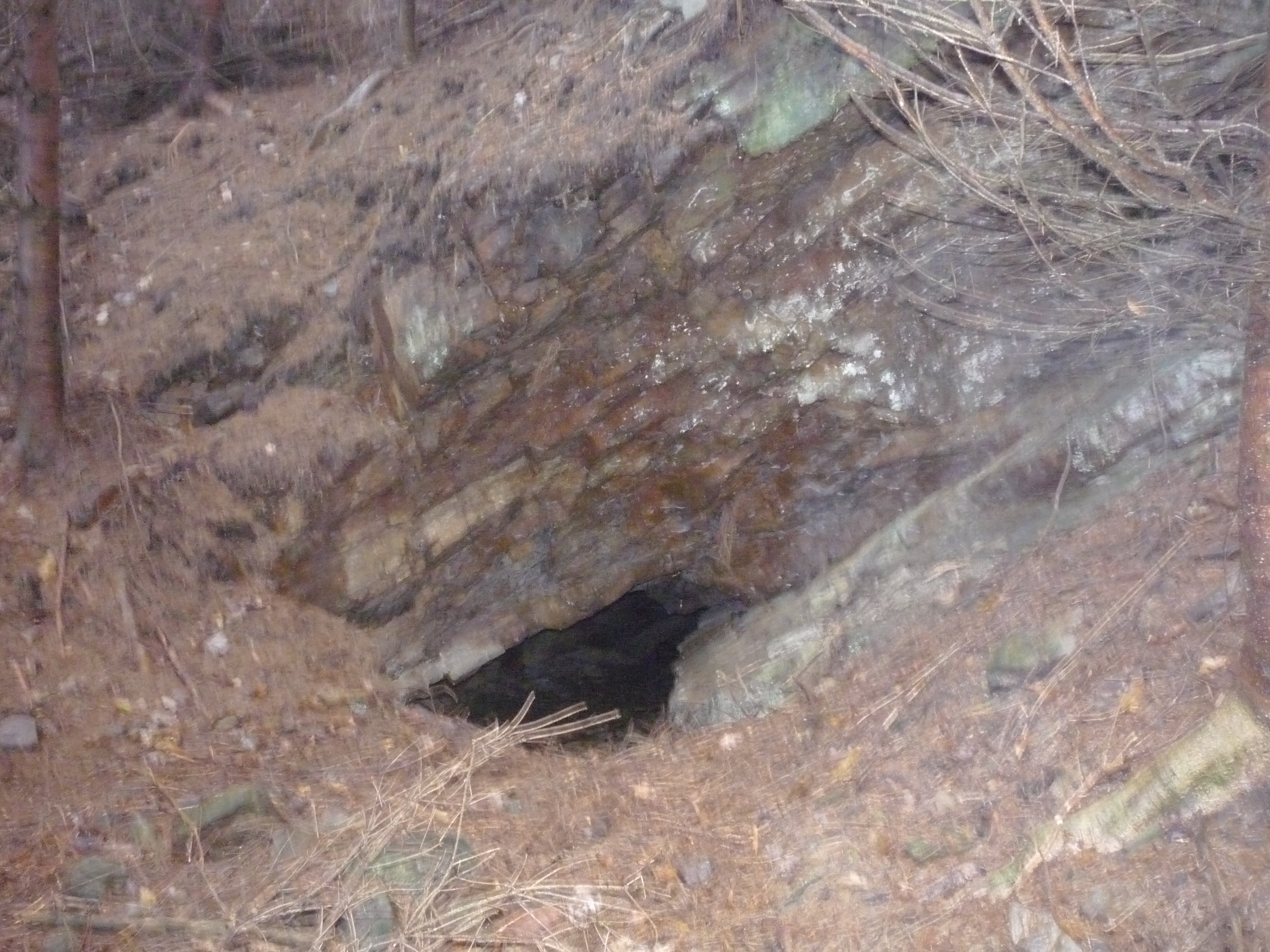
Cvergloch

Rouštany (deutsch Rauchstein) ist eine Grundsiedlungseinheit der Gemeinde Pohled in Tschechien. Sie liegt vier Kilometer östlich des Stadtzentrums von Havlíčkův Brod und gehört zum Okres Havlíčkův Brod.

## Geographie
Rouštany befindet sich rechtsseitig des Baches Rouštánský potok – eines Zuflusses der Sázava – in der Hornosázavská pahorkatina (Hügelland an der oberen Sázava). Durch Rouštany führt die Staatsstraße I/34 von Havlíčkův Brod nach Ždírec nad Doubravou, von der östlich des Dorfes die I/19 nach Přibyslav abzweigt. Im Osten erhebt sich die Kalvárie (523 m n.m.), südlich der Houbový kopec (460 m n.m.) und im Nordwesten der Böhmův kopec (477 m n.m.). Südlich – im Tal der Sázava – verläuft die Bahnstrecke Brno–Havlíčkův Brod. 
Nachbarorte sind Ždírec im Norden, Jilemník, Proseč und Krátká Ves im Nordosten, U Tomů und Svatá Anna im Osten, Stříbrné Hory, Simtany und Pohled im Südosten, Anžírna, Zálesí, Dvorek und Bartoušov im Süden, Termesivy und Samoty im Südwesten, Hamry, Dvorce und Böhmův Dvůr im Westen sowie Kyjov und Břevnice im Nordwesten.

## Geschichte
Nach der Gründung der Stadt Brod Smilonis wurde in der Mitte des 13. Jahrhunderts in deren Weichbild in ein bis zwei Kilometern Entfernung ein Gürtel von landwirtschaftlichen Einzelhöfen der Broder Bürger angelegt. Die Bewirtschaftung der Höfe erfolgte nicht durch die Bürger selbst, sondern durch freie Erbpächter, die dafür einen festen Schoss zahlten. Die Höfler waren anfänglich ganz freie Bauern und wurden im 14. Jahrhundert unter Befreiung von fast allen Verpflichtungen der Grundobrigkeit untertänig. Im Gegensatz zu den böhmischen Freihöfen waren die Höfler nicht landtäflig belehnt, sie standen mit den Eigentümern in einem erblichen emphyteutischen Verhältnis. Die Rechtsstellung der Höfler ist vergleichbar mit den Künischen Freibauern, nirgends sonst im Königreich Böhmen lagen die Freihöfe in einer solchen Dichte wie um Brod Smilonis. Es wird angenommen, dass die in Sichtweite der Bergstadt befindlichen Höfe zugleich auch deren Schutz und zur Warnung vor herannahenden feindlichen Truppen dienten; die Höfe Rauchstein, Haderburg, Schenkelhöfen und der Schidlakhof lagen an der Straße nach Přibyslav.
Die erste schriftliche Erwähnung des Hofes Raušnštan erfolgte 1278 im Stadtprivileg von Brod Smilonis als Zubehör der Stadt. Später erwarb das Zisterzienserinnenkloster Vallis Sancta Mariae den Hof; im Urbar von 1328 wird Rauchštein als eines von 12 Klosterdörfern aufgeführt. Nach der Zerstörung des Klosters durch die Hussiten im Jahre 1424 bemächtigen sich weltliche Herren des Klosterbesitzes. Nikolaus Trčka von Lípa schlug das Gut Rauchstein seiner Burg Lipnitz zu. Mit der Verlegung des Herrschaftssitzes nach Světlá wurde Rauchstein Teil der Herrschaft Světlá. Im Světláer Urbar von 1591 sind die dem Höfler-Rychtář in Veselice unterstehenden Höfe um Deutschbrod, darunter auch Rauštan, aufgeführt. 1597 erbte Jan Rudolf Trčka von Lípa die Herrschaft Světlá von seinem Bruder Maximilian. Nach der Ermordung von Adam Erdmann Trčka von Lípa konfiszierte Kaiser Ferdinand II. am 29. März 1634 dessen Güter und die seines Vaters Jan Rudolf. Ferdinand II. ließ die Herrschaft Světlá in landtäflige Güter zerstückeln und verkaufte sie Günstlingen. Das Gut Rauchstein überließ er 1635 dem Kloster Frauenthal, dem er zehn Jahre zuvor bereits das ebenfalls konfiszierte Gut Termeshöfen mit den Höflern auf den Höhen übereignet hatte.
1782 hob Kaiser Joseph II. das Kloster Frauenthal auf und wies das Gut Frauenthal dem Religionsfonds zu. Bis 1807 wurde das Gut von der k.k. böhmischen Staatsgüteradministration verwaltet, danach öffentlich versteigert und an Joseph Graf von Unwerth verkauft. Nach dessen Tod erbte 1822 Eugen Graf Silva-Tarouca-Unwerth den Besitz. Dieser ließ 1827 durch den Glasmeister Vincenc Najmajer bei Rauchstein die Glashütte St. Georg anlegen. 
Im Jahre 1840 bestand die im Caslauer Kreis an der Politschkaer Chaussee gelegene und nach Frauenthal konskribierte Siedlung Rauchstein aus einem herrschaftlichen Meierhof und 4 Häusern. Nördlich lag die aus 5 Häusern bestehende herrschaftliche Glasfabrik St. Georg mit 9 Beschäftigten; sie war an Lazar Pick und Söhne verpachtet und produzierte Hohl- und Tafelglas. Rauchstein war Sitz eines der drei herrschaftlichen Forstreviere. Pfarrort war Frauenthal. Bis zur Mitte des 19. Jahrhunderts blieb das zur Iglauer Sprachinsel zugerechnete Siedlung dem Gut Frauenthal und Termeshöfen untertänig.
Nach der Aufhebung der Patrimonialherrschaften bildete Rouštany ab 1849 eine Ansiedlung der Gemeinde Pohled bzw. Frantál im Gerichtsbezirk Deutschbrod. Ab 1868 gehörte der Ort zum Bezirk Deutschbrod. 

## Gemeindegliederung
Die Grundsiedlungseinheit Rouštany gehört zum Ortsteil Pohled und ist Teil des Katastralbezirkes Pohled.

## Sehenswürdigkeiten
- Ehemalige Glashütte St. Georg
- Haus Nr. 46 mit Blockstube, erbaut 1777
- Wallfahrtsareal Svatá Anna, östlich von Rouštany
- Wüste Feste Hadrburk (Haderburg) an der Sázava
- Rasův důl des Rouštánský potok, mit Höhle Cvergloch (Zwergloch), oberhalb des Dorfes

## Persönlichkeiten
- Franz Kavalier (František Kavalír), der Gründer der St. Prokop-Hütte in Sázava, arbeitete von 1827 bis 1831 als Glasmachergeselle in der Glashütte St. Georg.